# Clan Keith
Keith ist der Name eines schottischen Clans in Aberdeenshire und Caithness.

## Geschichte
Es heißt, ein Krieger habe den dänischen Heerführer Camus in der sagenumwobenen Schlacht von Barrie 1010 erschlagen. Daraufhin tauchte König Malcolm II. von Schottland mit drei Fingern in das Blut des Toten und fuhr damit über den Schild des Kriegers. Dieser Mann wurde sodann als Marbhachir Chamius oder Camus Slayer (der Camus-Schlächter) berühmt. Es wird behauptet, dass nach diesem Ereignis der Anführer des Keith Clans dasselbe Zeichen (drei Linien) an seinem Arm getragen hat. Heute ist bekannt, dass die Schlacht und die darin enthaltenen Geschichten historisch so nicht stattgefunden haben. Malcoms II. Sieg in der Schlacht bei Carham im Jahre 1018 brachte ihm vollständige Kontrolle über die Ländereien von Lothian und Berwickshire. Der Name Keith stammt von der Barony of Keith in East Lothian, die Marbhachir Chamius vom König für seine Tapferkeit geschenkt wurde.
Urkundlich gesichert ist, dass Hervey de Keith im 12. Jahrhundert den nordöstlichen Teil der Barony of Keith sowie das Hofamt des Marschalls des Königs von Schottland innehatte. Er wird um 1176 in einer Einigung mit den Mönchen von Kelso Abbey über die Abgabenpflicht einer um 1160 auf seinem Land errichteten Kapelle als Marscallus Regis Scotie bezeichnet. Er war Marschall unter Wilhelm dem Löwen. Das Hofamt blieb bis 1716 innerhalb seiner Nachfahrenlinie erblich.
Die Marschälle von Schottland beteiligten sich intensiv an den schottischen Unabhängigkeitskriegen. Sir Robert Keith befehligte die schottische Leichte Kavallerie 1314 während der Schlacht von Bannockburn und starb 1332 während der Schlacht von Dupplin Moor. Sein Enkel Robert Keith starb 1346 in der Schlacht von Neville’s Cross. Am Ende des 14. Jahrhunderts erlangte Sir William Keith durch eine Landtauschaktion mit Lord Lindsay die Herrschaft über eine felsige Halbinsel in Kincardineshire. Auf ihr ließ er Dunnottar Castle befestigen, das sich noch bis ins 18. Jahrhundert im Besitz der Keiths befand. William Keith starb um 1410.
Um 1458 wurde Marschall William Keith († 1475) als Earl Marischal in den Adelsrang eines Earls erhoben. Der Titel und das Marschallsamt erloschen 1716, nachdem sich sein Nachfahre, George Keith, 9. Earl Marischal, am Jakobitenaufstand von 1715 beteiligt hatte und wegen Hochverrats geächtet wurde. Er floh ins Exil nach Preußen, wo sein Bruder James Keith (1696–1758) als Generalfeldmarschall diente und wurde wie dieser ein enger Vertrauter Friedrichs des Großen. Der drittgeborene Sohn des 6. Earls Marischal, Sir John Keith († 1714) wurde 1677 zum Earl of Kintore erhoben. Seine Nachkommenlinie führt diesen Earlstitel bis heute und stellt seit dem Aussterben der Linie der Earls Marischal die Chiefs des Clan Keith.